# Wilhelm van der Bruyn
Willem De Bruyn (Maastricht, Ducado de Brabant ou  Zeeuws-Vlaanderen, Brugse Vrije, Flandres — Funchal, Madeira, antes de 1553), por vezes chamado de Willem van der Bruyn, foi um colonizador flamengo que se fixou em Madeira em torno de 1480, e que lá (em Funchal) atuou no comércio de açúcar, casou e teve geração. Na história açoriana ele ficou conhecido como Guilherme de Brum, e foi o fundador da família de Brum.
Esta ramificou-se pouco depois em varias ilhas do arquipélago dos Açores, e designadamente para a ilha do Faial onde deu origem aos Brum da Silveira, Terra Brum, Brum do Canto, Cunha Brum. Na ilha Terceira também os Brum se aparentaram com as suas principais famílias, e designadamente com as dos Bettencourt (Béthencourt), Canto (de Chandos), Carvalhal, Menezes, Noronha, Pereira e Paim (Payne-Montagu).
Willem De Bruyn, casou na ilha da Madeira com a nobre portuguesa D. Violante Vaz Ferreira Pimentel, filha de 'Fernão' Pedro Rodrigues Pimentel e Isabel Ferreira Drummond, neta do fidalgo português Gonçalo Ayres Ferreira e do nobre escocês, John Drummond of Stobhall, um sobrinho da rainha Annabella da Escócia. Willem e Violante foram os pais de:
1. Antoon De Bruyn, chamado de António de Brum, 'o Velho', nasceu na ilha da Madeira, e casou na ilha do Faial com Barbara van Aetrycke, chamada de Barbara da Silveira/ van der Haegen, filha do nobre flamengo Josse van Aertrycke e neta materna de Willem De Kersemakere. Antoon e Barbara fizeram testamento de mão comum, em 19 de Julho de 1585, na cidade de Ponta Delgada;
2. Cosme Ferreira De Bruyn ( — c.1592);
3. Catarina De Bruyn, casou com João van Aertrycke, dito João da Silveira/ van der Haegen, irmão de sua cunhada Barbara.
4. Caspar De Bruyn; destino ignorado

Não se conhece os nomes dos pais de Willem mas especula-se que eles viviam na região de Zeeuws-Vlaanderen que nessa época pertencia a Brugse Vrije do Condado de Flandres. Nos livros dos poorters de Bruges (1418-1478) não há registro de um único de Bruyn ou Vander Bruyn. O primeiro registro encontrado nos arquivos de Schouteet (1080-1500) é datado de 2 de maio de 1479 e se refere á Gillis de Bruyn, representante dos artesões de ícones de Bruges. Em Rietstap encontram-se as armas de sete famílias por nome Vander Bruyn, originárias de Amsterdam, Deventer, Dordrecht, Haarlem, Holland, Leiden e Utrecht. Não se sabe se Willem pertencia ou não a alguma delas. O sobrenome De Bruine, De Bruyne ou de Brune, encontrado em Flandres, na Alemanha e nos Países Baixos, significa 'o marrom' na língua holandesa e deriva da cor de cabelo castanha. Além disso, os descendentes diretos de Willem atestam que ele era membro da nobreza flamenga, contudo, essa informação também não pode ser comprovada. Vale ressaltar que se tem conhecimento de somente dez famílias nobres por sobrenome De Brune, provenientes de Bruges e Gent.
1. 1 2 3  Claeys, André L. Fr. (2011). Vlamingen op de Azoren sinds de 15de eeuw, Volume II. (PDF). Bruges, Bélgica: [s.n.] pp. 312–313
2. ↑  de Campos de Castro de Azevedo Soares, Eduardo (1944). Nobiliário da ilha Terceira. [S.l.]: Livraria Fernando Machado & Comp